# Ferdinand Lassalle
Pour les articles homonymes, voir Lassalle.
 (juillet 2024).
Ferdinand Lassalle, né le 11 avril 1825 à Breslau et mort le 31 août 1864 à Carouge, est un homme politique prussien, théoricien socialiste et écrivain.

## Jeunesse
Dès l'âge de 15 ans, Lassalle écrit des Mémoires, dans lesquels il exprime ses convictions sociales. C'est à cette époque qu'il prend conscience de sa vocation : lutter contre les inégalités et œuvrer pour le bien de la population. Lassalle est issu d'une famille juive prospère, son père est marchand de soieries. Ferdinand Lassalle étudie de 1835 à 1840 au lycée Sainte-Marie-Madeleine de Breslau, puis l'année scolaire 1840-1841 au Matthias-Gymnasium où il passe son Abitur. Son père prévoit pour le jeune Ferdinand la reprise de son commerce, et c'est dans ce but qu'il l'envoie à l'école de commerce (Handelsschule) de Leipzig. Mais Ferdinand a d'autres plans et décide d'entrer ensuite à l'université, d'abord à Breslau, puis à Berlin. Ses cours favoris sont la philologie et la philosophie. Il devient un disciple de Hegel. En 1845, ses études terminées, il commence la rédaction d'un travail sur Héraclite du point de vue des hégéliens (disciples de Hegel), mais il est rapidement interrompu et son travail ne sera publié qu’en 1858.
À Berlin, vers la fin de l'année 1845, il rencontre la comtesse Sophie von Hatzfeldt. Bien que séparée de son mari depuis de nombreuses années, elle a toujours des problèmes avec ce dernier au sujet de propriétés ou de la garde de leurs enfants. Lassalle s'investit personnellement dans la cause de la comtesse, il entreprend des études de droit, et après avoir longuement plaidé sa cause devant trente-six tribunaux, il parvient à réduire la somme demandée par son ex-mari.
Lassalle prend part à la Révolution allemande de 1848-1849, ce qui lui vaut un emprisonnement d'un an en 1849 pour « résistance aux forces de l'ordre de Düsseldorf » et son bannissement de la ville de Berlin. Jusqu'en 1859, Lassalle réside principalement en Rhénanie, dans la suite de la comtesse, et peut enfin finir son travail sur Héraclite. À cette époque, il ne prend part à aucune agitation politique, mais continue toutefois à s'intéresser au mouvement ouvrier.

## Retour
En 1859, Lassalle retourne à Berlin, entrant dans la ville déguisé en charretier, et grâce à l'influence d'Alexander von Humboldt, reçoit la permission d'y rester. La même année, il publie un pamphlet sur la guerre en Italie et comment les Prussiens devraient agir : il déconseille à la Prusse de venir en aide à l'Autriche en guerre avec la France, en soulignant que si la France parvient à expulser les Autrichiens d'Italie, elle serait alors en mesure d'annexer la Savoie, mais cependant pas assez forte pour empêcher l'unification de l'Italie avec à sa tête le roi Victor-Emmanuel II de Savoie. La Prusse, dit-il, doit former une alliance avec la France pour mettre en déroute les Autrichiens et ainsi gagner du poids en Allemagne. En 1861, Lassalle publie System der erworbenen Rechte (Système des droits acquis) sur ce sujet.

## La création de l'Association générale des travailleurs allemands (ADAV)
Au début de l'année 1862, la lutte entre Otto von Bismarck et les libéraux prussiens commença. Lassalle affirmait que le politicien libéral Hermann Schulze-Delitzsch et son schéma de société coopérative sur un principe d'autonomie était inadéquat pour améliorer la condition sociale de la classe ouvrière. Lassalle se lança dans une nouvelle carrière d'agitateur politique, voyageant dans toute l'Allemagne, donnant des discours et écrivant des pamphlets, dans le but d'organiser et de sensibiliser la classe ouvrière.
Bien que Lassalle ait été membre de la Ligue des communistes[réf. nécessaire], sa politique demeurait très différente de celle de Karl Marx et de Friedrich Engels. Marx et Engels pensaient que Lassalle n'était pas un véritable communiste quand celui-ci essaya, entre autres, de négocier avec le gouvernement de Bismarck sur la question du suffrage universel[réf. nécessaire]. Leur correspondance révèle en outre des sentiments racistes et antisémites à son égard. En conséquence, quand Lassalle fonda l'Association générale des travailleurs allemands (Allgemeiner Deutscher Arbeiterverein - ADAV) le 23 mai 1863, Marx ne le rejoignit pas. Lassalle fut le premier président de l'ADAV, du 23 mai 1863 au 31 août 1864. Ce parti contribua plus tard à donner naissance à l'actuel Parti social-démocrate d'Allemagne (SPD) après fusion avec les marxistes du Parti ouvrier social-démocrate.
Le SPD fut créé en 1875, lorsque l'ADAV fusionna avec le Sozialdemokratische Arbeiterpartei - SDAP (Parti ouvrier social-démocrate d'Allemagne), en grande partie grâce aux efforts des successeurs de Lassalle. Wilhelm Liebknecht et August Bebel (qui étaient marxistes) rejoignirent également le parti. Dès sa création, le SPD fut divisé entre les réformateurs et les révolutionnaires[réf. nécessaire].

## Théorie
Ferdinand Lassalle développe une critique virulente du libéralisme et élabore notamment la loi d'airain des salaires. Il ne croit pas en effet à la prétendue hausse obligatoire et générale des salaires, en période de plein emploi, dans un système économique laissé à lui-même.
Selon cette loi, dite d'« airain » (du nom de l'alliage très résistant utilisé pour la fonderie des cloches), il juge au contraire que le salaire est conduit à se fixer toujours aux alentours d'une valeur minimale, équivalente au niveau strictement nécessaire à la survie de l'ouvrier et à la continuité de la production.
La paternité de la « loi d'airain » est très controversée, car de nombreux auteurs l'ont formulée avant Lassalle de manière plus ou moins achevée : William Petty dès 1672, Jacob Vanderlint en 1734, Turgot en 1766 (cités par Karl Marx dans Le Capital, 1867), David Ricardo en 1821 (et sa « loi du salaire nécessaire »), Friedrich Engels en 1844, Marx en 1847 (dans Misère de la philosophie).
Les profondes divergences politiques entre Lassalle et Marx amèneront ce dernier à critiquer Lassalle sans ménagement, en particulier dans sa Critique du programme de Gotha : « De la « loi d'airain des salaires » rien, comme on le sait, n'appartient à Lassalle, si ce n'est le mot « d'airain » emprunté aux « grandes et éternelles lois d'airain » de Goethe. » Dans une lettre privée à Engels du 30 juillet 1862, où il développe notamment ses difficultés financières, Marx va qualifier Lassalle de « nègre juif ». Cependant, le caractère raciste de la formule est en débat. Marx a une piètre image du personnage : « Il a joyeusement perdu 5 000 talers, en spéculant à mauvais escient. » En revanche, il refuse de prêter le moindre argent à Marx, pourtant au bord de la ruine (lui et sa femme doivent mettre en gage l'intégralité de leurs biens). Ce n'est pourtant pas la raison de la référence au judaïsme de Lassalle. Le philosophe fréquente les salons et vit en nouveau riche : pour Marx, « il est d'avis qu'il doit vivre la vie d'un baron juif, ou d'un Juif devenu baron (sans doute grâce à la comtesse). » Quant au qualificatif de « nègre », il apparait que Marx vise là le rôle de domestique de la noblesse et de la bourgeoisie allemandes qu'endosse Lassalle lorsqu'il suggère à Marx « de confier l'une de [s]es filles à la Hatzfeldt comme "compagne" ». Il apparait donc que Marx, qui depuis 1847 a systématiquement pris la défense des esclaves coloniaux (Indiens, Chinois, esclaves noirs américains…), utilise la formule comme un cliché et non une insulte raciste.

## Mort
À Berlin, Lassalle rencontre une jeune femme, Hélène von Dönniges, et lors de l'été 1864, ils décident de se marier. Le père d'Hélène, Wilhelm von Dönniges (de), diplomate bavarois résidant à Genève, voit d'un très mauvais œil cette union avec Lassalle. Hélène est emprisonnée dans sa propre chambre, et finalement, sûrement sous la pression, renonce à son union avec Lassalle au profit d'un autre homme, Iancu Racoviță (Iancou Racovitza), boyard originaire des Principautés de Roumanie. Lassalle décide de lancer un défi au père d'Hélène ainsi qu'à Racoviță, qui l'accepte. C'est près de Veyrier au pied du Salève, que se tient le duel, au matin du 28 août 1864. Lassalle est mortellement blessé par balle à l'abdomen, et meurt le 31 août à Carouge, petite ville à proximité de Genève. Les derniers événements de sa vie sont décrits par George Meredith dans Les Comédiens tragiques (1880).

## Inhumation
Lassalle est enterré dans le vieux cimetière juif de sa ville natale de Breslau. Durant la Seconde Guerre mondiale, les nazis saccagent son caveau. En 1946, le Parti socialiste polonais le reconstruit entièrement. Aujourd'hui encore, il est régulièrement entretenu par l'actuel parti de gauche polonais, et tous les ans, le 30 avril, y est organisé une discrète célébration en sa mémoire.

## Postérité
- Ferdinand Lassalle : drame en cinq actes de Hermann Heubner (de), Genève : Imprimerie Centrale, 1906. - Traduction et avant-propos de Frédéric de Spengler.
- Ferdinand Lassalle, film muet allemand de 1918 réalisé par Rudolf Meinert.
- En 1975, un mémorial en son honneur est érigé, dans le parc du château de Kalkum, à l'occasion du 150e anniversaire de sa naissance.

## Publications
- (de) Die Philosophie Herakleitos des Dunklen von Ephesos, Berlin, 1858.
- (de) Franz von Sickingen, 1859.
- (de) Über Verfassungswesen.
- (de) Arbeiterprogramm.
- (de) Offenes Antwortschreiben an das Zentralkomitee zur Berufung eines Allgemeinen Deutschen Arbeiter-Kongresses zu Leipzig.
- (de) Zur Arbeiterfrage.
- (de) Arbeiterlesebuch.
- (de) Herr Bastiat-Schulze von Delitzsch, der ökonomische Julian, oder Kapital und Arbeit.
- Qu'est-ce qu'une constitution ?, Éditions Sulliver, 1999.